# Gostkowice (Bogdaniec)
Gostkowice [ɡɔstkɔˈvit͡sɛ] (deutsch Gerlachsthal) ist ein Dorf in der Gmina Bogdaniec, in der polnischen Woiwodschaft Lebus. Es liegt 8 km südlich von Bogdaniec (Dühringshof) und 18 km südwestlich von Gorzów Wielkopolski. Im Jahr 2022 hatte das Dorf 115 Einwohner.

## Persönlichkeiten
- Klaus Vetter (1938–2023), deutscher Historiker